# Arbogóralek leśny
Arbogóralek leśny (Dendrohyrax validus) – gatunek ssaka z rodziny góralkowatych (Procaviidae). Występuje w Tanzanii oraz w Kenii na terenach przygranicznych. Narażony na wyginięcie.

## Taksonomia
Po raz pierwszy zgodnie z zasadami nazewnictwa binominalnego gatunek opisał amerykański biolog Frederick W. True w 1890 roku nadając mu nazwę Dendrohyrax validus. Miejsce typowe to Kilimandżaro, Kenia. Okaz typowy (lektotyp) to skóra i czaszka dorosłego samca (sygnatura USNM 18986/34721) ze zbiorów Narodowego Muzeum Historii Naturalnej; okaz zebrany 17 czerwca 1888 roku przez Williama Abbotta.
Status gatunkowy nie jest jasny. Mammal Species of the World: A Taxonomic and Geographic Reference nie uznaje arbogóralka leśnego za osobny gatunek, przyłącza go do arbogóralka drzewnego (D. arboreus). Autorzy Handbook of the Mammals of the World (2012) Polskiego nazewnictwa ssaków świata (2015), Mammals of Africa (2013) i Illustrated Checklist of the Mammals of the World (2020) uznają go za osobny gatunek. 
Wyróżniono trzy podgatunki. Podstawowe dane taksonomiczne podgatunków (oprócz nominatywnego) przedstawia poniższa tabelka:
| Podgatunek      | Oryginalna nazwa      | Autor i rok opisu | Miejsce typowe                                             | Holotyp                                                 |
| --------------- | --------------------- | ----------------- | ---------------------------------------------------------- | ------------------------------------------------------- |
| D. v. neumanni  | Procavia neumanni     | Matschie, 1893    | Las Pangani, niedaleko Jambiani, wyspa Zanzibar, Tanzania. | 4 okazy z kolekcji Oscara Neumanna.                     |
| D. v. terricola | Dendrohyrax terricola | Mollison, 1905    | W pobliżu Monga, wschodnia Usambara, Tanzania.             | 5 samic (w tym 4 w ciąży) odłowione przez autora opisu. |

### Etymologia
- Dendrohyrax: gr. δενδρον dendron ‘drzewo’; rodzaj Hyrax Hermann, 1783 (góralek)[16].
- validus: łac. validus ‘silny, mocny’, od valere ‘być silnym’[17].
- neumanni: prof. Oskar Rudolph Neumann (1867–1946), niemiecki ornitolog, odkrywca i kolekcjoner z Afryce Wschodniej w latach 1892–1899, współpracownik Muzeum Historii Naturalnej w Tring w latach 1908–1931[18][19].
- terricola: łac. terra ‘ziemia’[20]; -cola ‘mieszkaniec’, od colere ‘mieszkać’[21].

## Zasięg występowania
Arbogóralek leśny występuje w zleżności od podgatunku:
- D. validus validus – północna Tanzania (Kilimandżaro i Meru).
- D. validus neumanni – archipelag Zanzibar (Pemba, Zanzibar, Tumbatu, Fundo i Mwana wa Mwana).
- D. validus terricola – Eastern Arc Mountains od południowej Kenii (Taita Hills) do południowej Tanzanii (Pare Mountains, Usambara Mountains, Uluguru Mountains, Udzungwa i Rubeho Mountains), także wybrzeże Kenii i Tanzanii.

## Morfologia
Długość ciała 32–60 cm; masa ciała 1,7–3 kg. Kolorystyka okrywy włosowej zmienna, barwa waha się od ciepłego ciemnego brązu po szarawą z brudnobiałym wierzchem ciała i brudnobiałym po cynamonowym spodem. Na grzbiecie obecna jest długa na 2–4 cm żółta, rdzawobrązowa lub cynamonowa plama wskazująca na miejsce występowania gruczołu zapachowego. Arbogóralki mogą nastroszyć sierść w tym miejscu. Występuje tylko jedna para sutków, umieszczona w okolicy pachwiny.

## Ekologia i zachowanie
Arbogóralki leśne występują w wilgotnych nizinnych i górskich lasach, od 1700 do 3070 m n.p.m. na Kilimandżaro, od 900 do 2000 m n.p.m. w paśmie Eastern Arc, na wyspach na nizinach. Są wrażliwe na niszczenie środowiska i odłów. W górach Udzungwa wycinka drzew znacząco wpłynęła na liczebność tych ssaków. W lasach, gdzie arbogóralki są niepokojone przez ludzi odzywają się one rzadziej i częściej też są widywane. Największe zagęszczenia arbogóralków leśnych stwierdzano w izolowanych, pozbawionych działalności ludzkiej połaciach lasu. Prowadzą samotniczy tryb życia i głośnymi dźwiękami bronią swoich terytoriów. Ciąża trwa około 7,5 miesiąca. Na Kilimandżaro najwięcej narodzin ma miejsce w sierpniu. Zazwyczaj rodzi się jedno młode, niekiedy dwa. Przychodzi na świat dość dobrze rozwinięte. Brak informacji o opiece nad młodymi, wieku dojrzałości płciowej czy długości życia.

## Status
IUCN uznaje arbogóralka leśnego za gatunek bliski zagrożenia (NT – ang. near threatened ‘bliski zagrożenia’).